# Repartición de Bosnia y Herzegovina
La repartición de Bosnia y Herzegovina fue una cuestión que se manifestó de forma incluso violenta y en diferentes momentos de la historia desde sus naciones directamente afectadas, tanto de Yugoslavia como de Bosnia y Herzegovina, y que alcanzaron un mayor renombre durante la guerras de separación de Yugoslavia, sucedidas en 1992, que involucraron a los más grandes vecinos y rivales históricos de Bosnia y Herzegovina: Croacia y Serbia. Desde entonces el país permanece separado de facto, mientras que las disputas internas derivaron en la actual organización territorial, dada desde los Acuerdos de Dayton de 1995, que son las que se mantienen.
Los líderes políticos tanto serbios como croatas acordaron entre sí la repartición de Bosnia y Herzegovina primero con el Acuerdo de Karađorđevo de 1991 y el Acuerdo de Graz de 1992, con los que se inició la guerra entre bosnios y croatas entre 1992 y 1994.

## Historia

### Trasfondo
Bosnia y Herzegovina se ha mantenido siempre como una única entidad territorial, que se creó en sus actuales territorios desde el nacimiento del Reino de Bosnia medieval, y la subsecuente conquista otomana de Bosnia entre 1380 y 1590. Las fronteras actuales de Bosnia y Herzegovina se asemejan con las del Eyalato de Bosnia de la era otomana, fijadas al sur y al este por el tratado de 1699, al norte por el tratado de 1739, y en el este por el tratado de Berlín de 1878.
Aunque formalmente bajo soberanía otomana, el Imperio austrohúngaro ocupó dicha parte bajo la figura del Condominio de Bosnia y Herzegovina en 1878, tras lo que se anexiona dicha parte de manera formal en 1908.
En 1914 fueron asesinados el archiduque Francisco Fernando de Austria y su esposa, Sofía Chotek, en su capital, Sarajevo, lo que constituyó el detonante de la Primera Guerra Mundial.
Tras el fin de la guerra, y por la disolución de Austria-Hungría, éste territorio pasaría a conformar el recientemente creado Reino de los Serbios, Croatas y Eslovenos en 1918. Para 1922, sería dividido internamente en seis Óblasts.

### Durante las guerras yugoslavas

#### Acuerdo de Karađorđevo
El Acuerdo de Karađorđevo fue un pacto secreto entre Franjo Tuđman, presidente de Croacia, y Slobodan Milošević, su homónimo de Serbia, para el reparto entre ambos países del territorio de Bosnia y Herzegovina, en el marco de las Guerras yugoslavas, al que llegaron tras sucesivas reuniones mantenidas durante 1991, al comienzo de la disolución de Yugoslavia. Aunque es plena la certeza de que la reunión se produjo, algunos especialistas dudan de que al final se alcanzase dicho acuerdo.
La idea general del acuerdo es que el líder serbio Milosevic y el croata Tudjman negociaron para repartirse Yugoslavia y dividirla en una Gran Serbia y una Gran Croacia respectivamente, en el que la peor parte se la llevaría Bosnia que sería repartida entre ambos. Los dos mandatarios sabían que la comunidad internacional no aceptaría que existiese sólo una "Gran Serbia" o una "Gran Croacia" sin su antagónico por el riesgo de desequilibrio regional que provocaría. Y además se necesitaban mutuamente como coartada.

#### Guerra croata-bosnia
En 1992, las negociaciones continuaron entre los líderes serbios y croatas sobre como se repartirían los territorios de Bosnia-Herzegovina. Franjo Tuđman argumentaba que Bosnia-Herzegovina podría hacer parte dentro de una unión con Croacia una nación federada a causa de sus profundos lazos históricos con Croacia. Además, Tuđjman admitió que desde un punto de vista étnico y lingüístico muchos bosnios católicos y bosnios musulmanes eran de origen croata.
Stjepan Mesić sería el posteriormente hallado como responsable, y el cual fuera designado durante el mandato de Milošević; para "crear una Gran Serbia sobre las ruinas de la ex-Yugoslavia". Mesić revelaría miles de video-grabaciones, documentos y miles de cintas de audio grabadas por Tuđman acerca de sus planes durante un juicio contra los líderes políticos y militares croatas de Bosnia-Herzegovina por crímenes de guerra cometidos contra los bosnios musulmanes.
Dichas grabaciones dejan al descubierto que Tuđman estuvo altamente involucrado en hechos atroces contra los bosnios musulmanes en Bosnia, incluyendo al presidente croata por su encubrimiento de los crímenes que tuvieron lugar en Ahmići en donde un centenar de varones bosníacos murieron, junto a varios niños y mujeres, a algunos de ellos se les mataría con armas de fuego o serían quemados hasta morir, y algunos de ellos fueron traumatizados profundamente. Cuando se le cuestinó acerca de si "la visión de Tuđman era de que la existencia de Bosnia-Herzegovina era un craso error, y que si Bosnia era eso, entonces dicho error debía ser corregido, y que Bosnia-Herzegovina no debería ser una república tras la 2da guerra mundial y que ésta debía ser anexionada a Croacia", Mesić respondió "De acuerdo a sus ideas, creía que Bosnia-Herzegovina le pertenecía a Croacia con base en la decisión que deberían adaptarse a los lineamientos de la AVNOJ."
Las guerras yugoslavas se saldaron con al menos 97 000 muertos, entre ellos miles de los ciudadanos de Bosnia y Herzegovina, y más de 1.5 millones fueron víctimas del desplazamiento forzado. Un país donde previamente ninguna región se declaró estrictamente bosníaca, serbia o croata les permitiría, según su ideal, el ser repartida entre las naciones vecinas, étnicamente homogéneas.
Las políticas de Tuđman, y de Croacia por defecto, buscaba la anexión de los actuales territorios de Bosnia y Herzegovina. Con el veredicto en el caso de Tihomir Blaškić, la cámara de juzgados halló que "Croacia, y más específicamente el expresidente Tuđman, esperaban con la repartición de Bosnia ejercer a su favor un mayor control sobre las regiones habitadas por los bosnio-croatas y usando a las fuerzas del HVO como su herramienta" con lo que se esperaba justificar sobre "hablar del control total de la región en sus manos".

#### Tribunal Penal Internacional para la ex-Yugoslavia

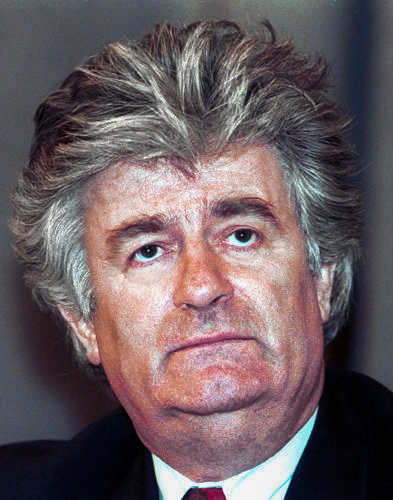
Radovan Karadžić, el primer presidente de la Republika Srpska.

La mayoría de los líderes serbobosnios del tiempo de los conflictos, tales como Biljana Plavšić, Momčilo Krajišnik, Radoslav Brđanin, Duško Tadić fueron sindicados y juzgados, siendo hallados culpables de crímenes de guerra y de limpieza étnica. Al anterior presidente de la Republika Srpska, Radovan Karadžić se le está juzgando actualmente por cargos similares. El comandante y general del VRS Ratko Mladić está a su vez bajo juicio por el Tribunal Penal Internacional para la ex-Yugoslavia (|TPIY) en conexión con el Asedio de Sarajevo y la Masacre de Srebrenica. Al presidente serbio Slobodan Milosević se le acusó formalmente por varios cargos de genocidio en Bosnia-Herzegovina y de crímenes de guerra en Croacia, pero murió en reclusión, mucho antes de ser juzgado.
El tribunal de enjuiciamiento encontró también que el plan estratégico de los líderes serbobosnios consistía en que "como parte del plan para enlazar y unificar las áreas pobladas por serbo-bosnios en Bosnia-Herzegovina, con el fin de ganarse el control sobre las áreas bajo su control con el fin de crear una entidad serbo-bosnia separada y totalmente diferenciada, donde los no-serbios fueren permanentemente removidos". Así mismo se encontró que como una forma de mantener la atención de los medios de prensa en las áreas que el SDS declarara como su política y que los reportajes provenientes de Belgrado tuvieran una mayor promoción en las noticias, incluyendo la presentación de los puntos de vista más extremistas y la promoción del concepto de la Gran Serbia, justamente como en otras partes de Bosnia-Herzegovina se hacía con la idea de la Gran Croacia, la cual era abiertamente aceptada.
Basados en la evidencia de los ataques croatas contra los bosníacos, la corte de juzgamiento del TPIY concluyó en el Caso Kordić-Čerkez que para abril de 1993, la dirigencia croata tenía una meta común o un plan concebido y ejecutado para la limpieza étnica y erradicación de los bosníacos del Valle de Lašva. Kordić, como el líder político local, fue hallado culpable de la planeación e instigación de dicho plan. Conclusiones posteriormente surgidas demostraron que el ejército croata estuvo también involucrado en ésta campaña, y el TPIY definió que dichos eventos eran una clase de conflicto internacional entre Bosnia-Herzegovina y Croacia. Kordić, junto al comandante militar Mario Čerkez fueron sentenciados a penas de entre 15 a 25 años respectivamente.
En el veredicto del caso contra Tihomir Blaškić, de marzo del año 2000, la corte de enjuiciamiento concluyó que "[...] Croacia, y más específicamente el expresidente Tudjman, esperaban que con la repartición de Bosnia-Herzegovina; obtener y ejercer cierto grado de control sobre los bosniocroatas y más en específico en el Hrvastko Vojne Obradne (HVO) como una acción para declarar su control total sobre la totalidad de esos territorios".
Jadranko Prlić, Bruno Stojić, Slobodan Praljak, Milivoj Petković, Valentin Ćorić, y Berislav Pušić fueron acusados y enjuiciados por el cargo de "crear y/o conducir una empresa criminal conjunta en la encausación de una serie de maniobras políticas y militares" con el fin de remover permanentemente y realizar la limpieza étnica de los bosníacos y otros pobladores no-croatas de ciertas áreas de Bosnia y Herzegovina en un esfuerzo conjunto en esas zonas como parte de la "idea de una Gran Croacia". El veredicto surgido en el (Prlic et al. case) por el TPIY estableció que la reunión con los más prominentes líderes del movimiento nacionalista croata de Bosnia-Herzegovina, en la que Franjo Tuđman declaró que "Era el momento para que nos hagamos la oportunidad de reunir al pueblo croata dentro de las más amplias fronteras posibles" considerando ése conflicto como la oportunidad de expandir las posibles fronteras finales de Croacia a expensas de la integridad territorial de Bosnia-Herzegovina. Con la sentencia se esperaba que no solamente Tuđman, sino también los demás líderes claves en el gobierno de la República de Croacia, incluidos el anterior ministro de defensa Gojko Šušak y el General Janko Bobetko fueran considerados como autores intelectuales, participantes y determinadores también de la idea de la división de Bosnia y Herzegovina entre serbios y croatas.

### Disturbios de 2014
Los disturbios en Bosnia y Herzegovina del 2014 son una serie de levantamientos y protestas que comenzaron en el pueblo de Tuzla el 4 de febrero de 2014, pero que se propagaron rápidamente en múltiples ciudades de Bosnia y Herzegovina, incluyendo a Sarajevo, Zenica, Mostar, Jajce, Brčko, Bihać, Doboj, Prijedor, Travnik, Bugojno, Donji Vakuf, Kakanj, Visoko, Breza, Gračanica, Sanski Most, Cazin, Živinice, Goražde, Orašje, Srebrenik, Bijeljina, Prozor and Tešanj, entre otros, por razones sociales y con el objetivo de derrocar al gobierno. Las protestas han sido las situaciones más violentas que el país ha vivido desde el fin de la guerra de Bosnia. Éstas protestas han ocurrido, en gran parte, en la entidad de la Federación de Bosnia y Herzegovina, aunque el mismo nivel de malestar o activismo no se ha visto en la República Srpska.
Algunas fuentes periodísticas, como la BBC y el New York Times, han utilizado el nombre de  "la primavera bosnia" para describir las protestas, una terminología haciendo referencia a otros eventos, como la Primavera Árabe y la Primavera de Praga. Además, el político sueco Carl Bildt señaló que "en algunas partes del mundo se ha estado hablando de la primavera bosnia".